# Musée national du Nigeria
Pour les articles homonymes, voir Musée national.
Le Musée national du Nigeria (en anglais : Nigerian National Museum), situé à Onikan, dans l’île Lagos, au Nigeria, est un musée d'archéologie, d'art africain traditionnel et d'art contemporain africain.

## Histoire
En 1948, les premières esquisses architecturales du musée furent proposées lors d'une conférence sur la politique culturelle à mener au Nigeria.
Le musée a été fondé en 1957 par l'archéologue britannique Kenneth Murray (en).

## Collections
Le musée possède une collection importante d'art nigérian, comprenant des statues et des gravures sur pierre. Il propose des expositions archéologiques et ethnographiques.
Sa pièce la plus importante est une tête humaine en terre cuite connue sous le nom de tête de Jema'a (datée entre 900 et 200 av. J.-C.), qui fait partie de la culture Nok. Elle tire son nom de Jema'a, le village où elle a été découverte.

## Galerie

Œuvres conservées au musée national du Nigeria
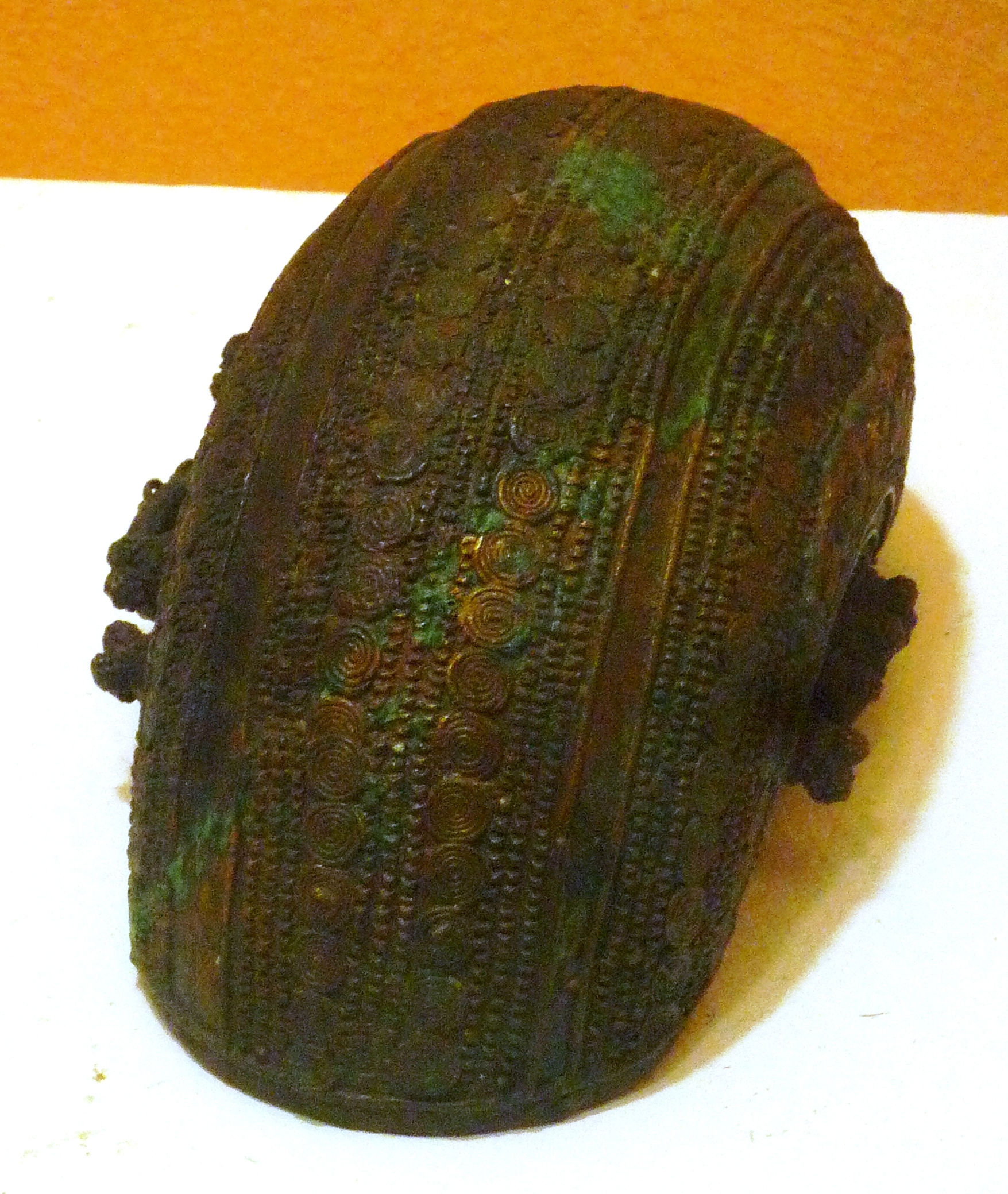
Bol en bronze d'Igbo-Ukwy du IXe siècle.
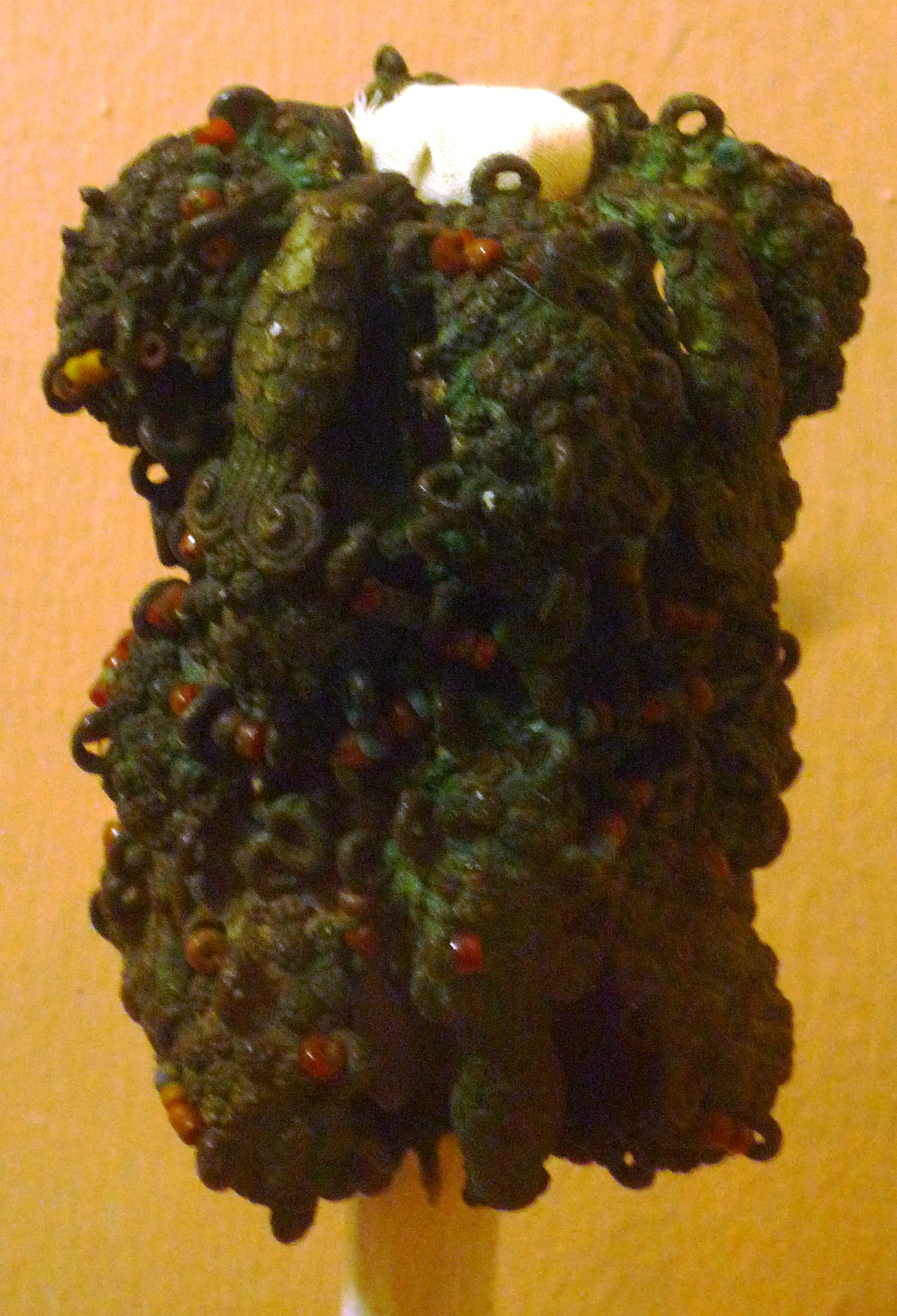
Tête de bâton ornementale enchevêtrée en bronze d'Igbo-Ukwy du IXe siècle.
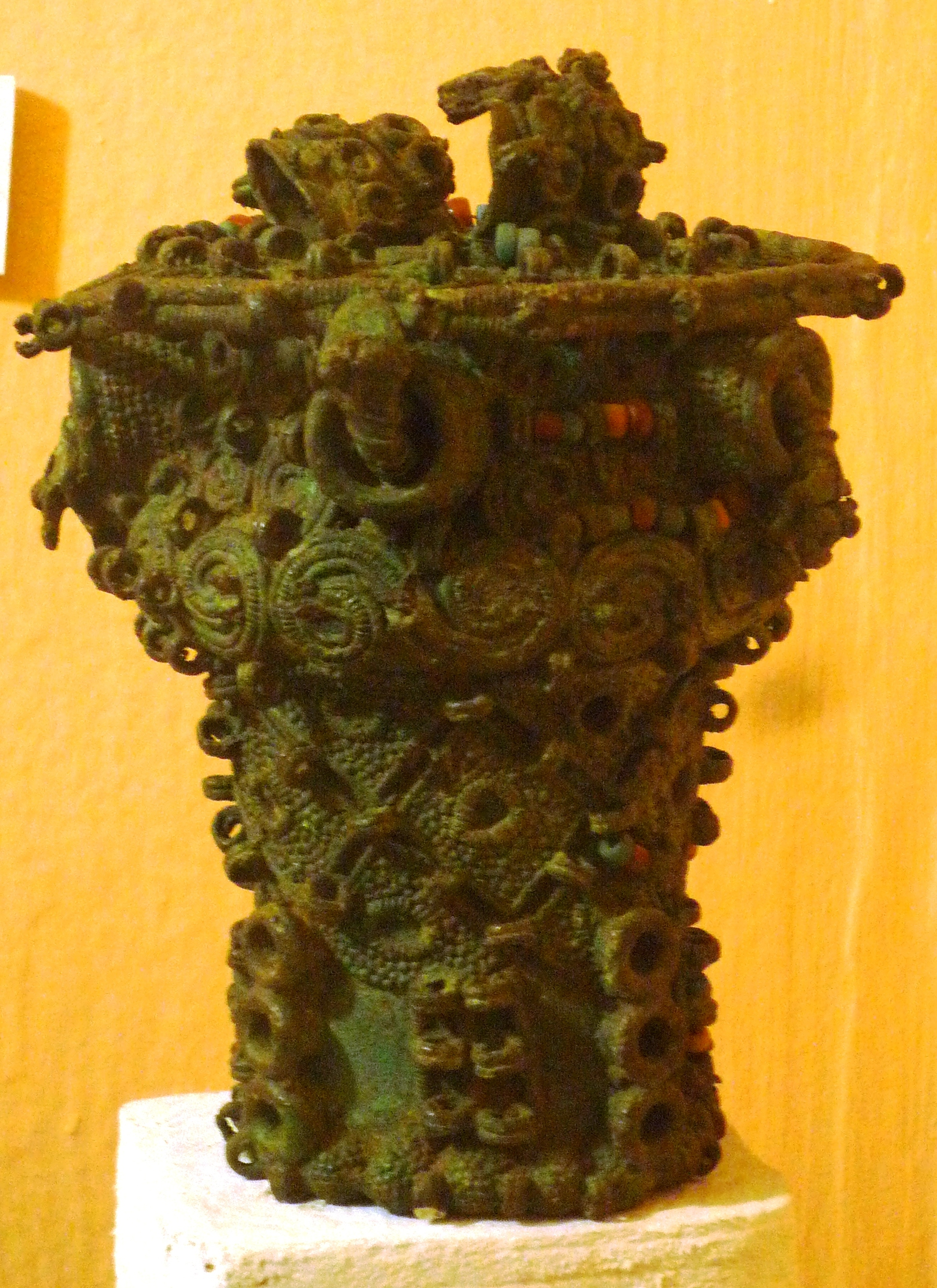
Vase cérémoniel enchevêtré en bronze d'Igbo-Ukwy du IXe siècle.
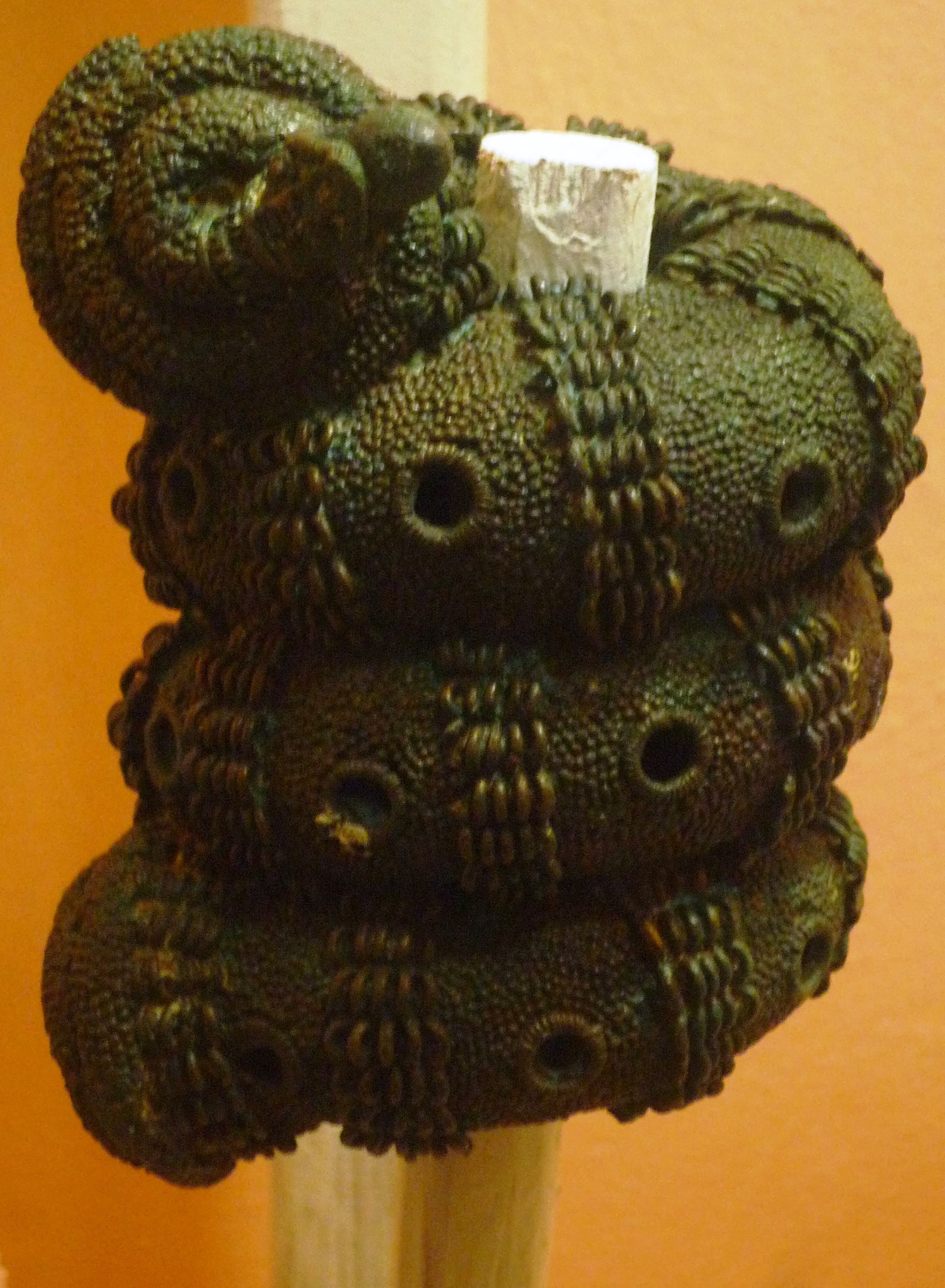
Tête de bâton ornementale en bronze d'Igbo-Ukwy du IXe siècle.
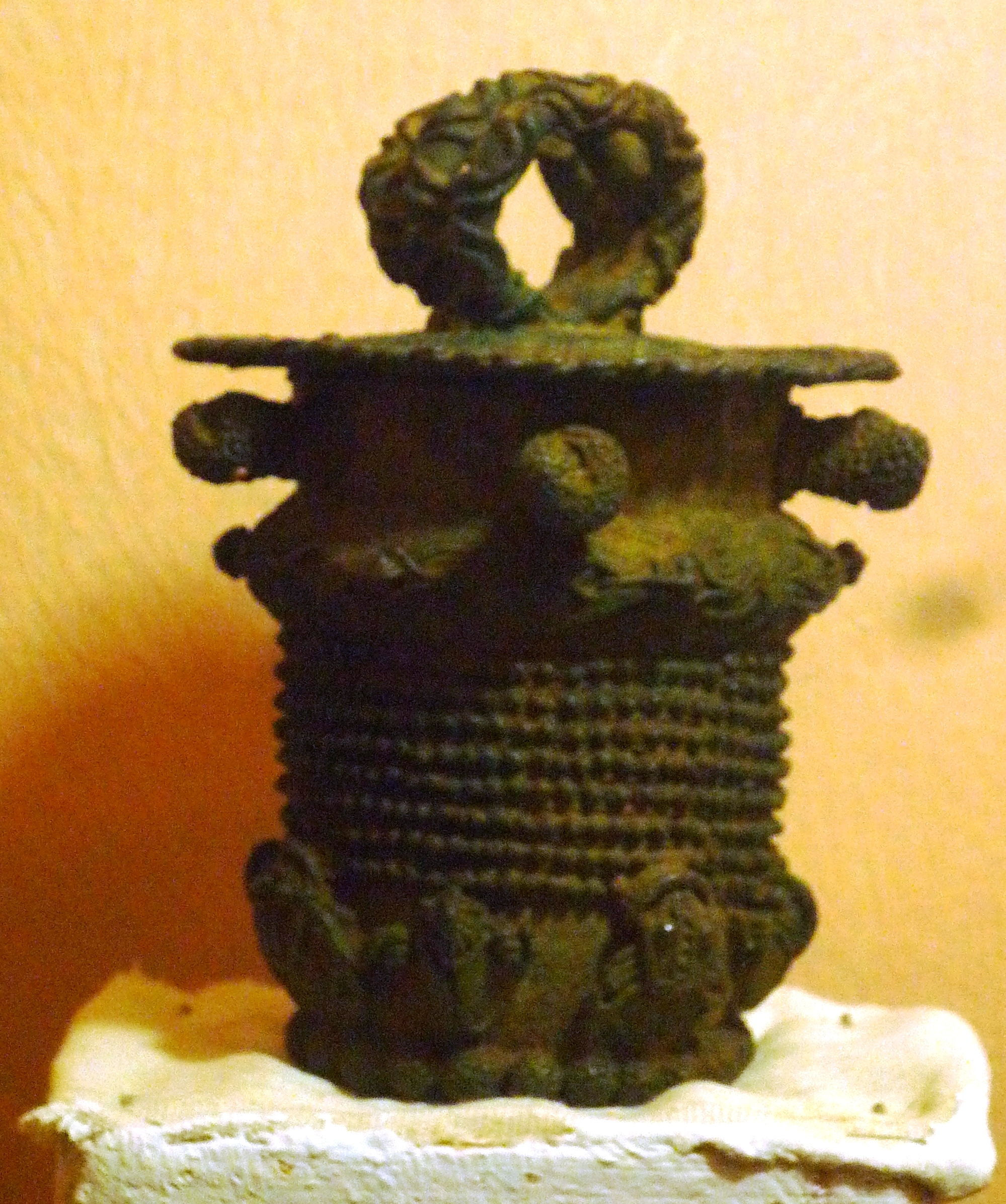
Pot de cérémonie en bronze d'Igbo-Ukwu du IXe siècle.
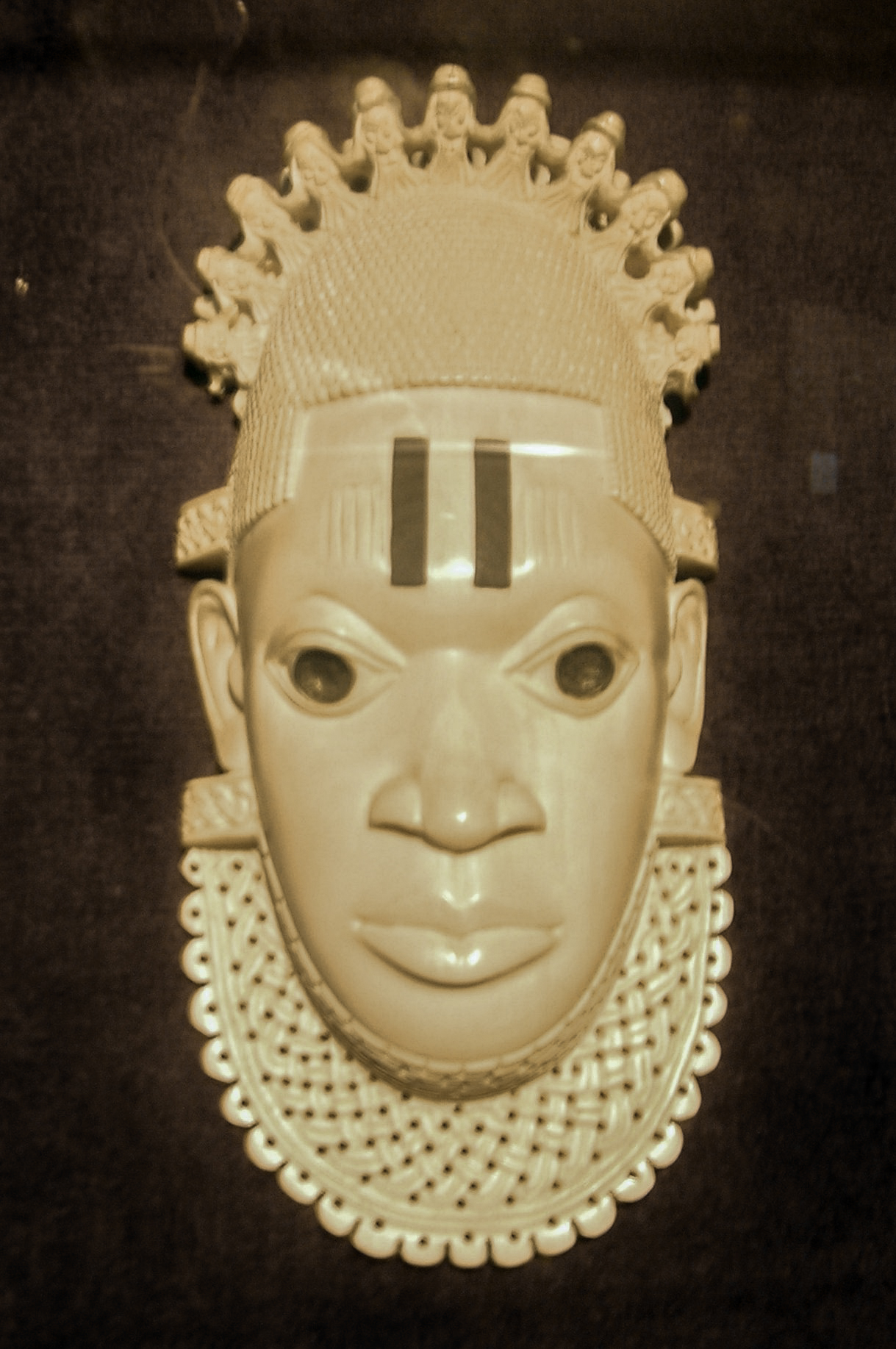
Masque en ivoire du Royaume du Bénin.
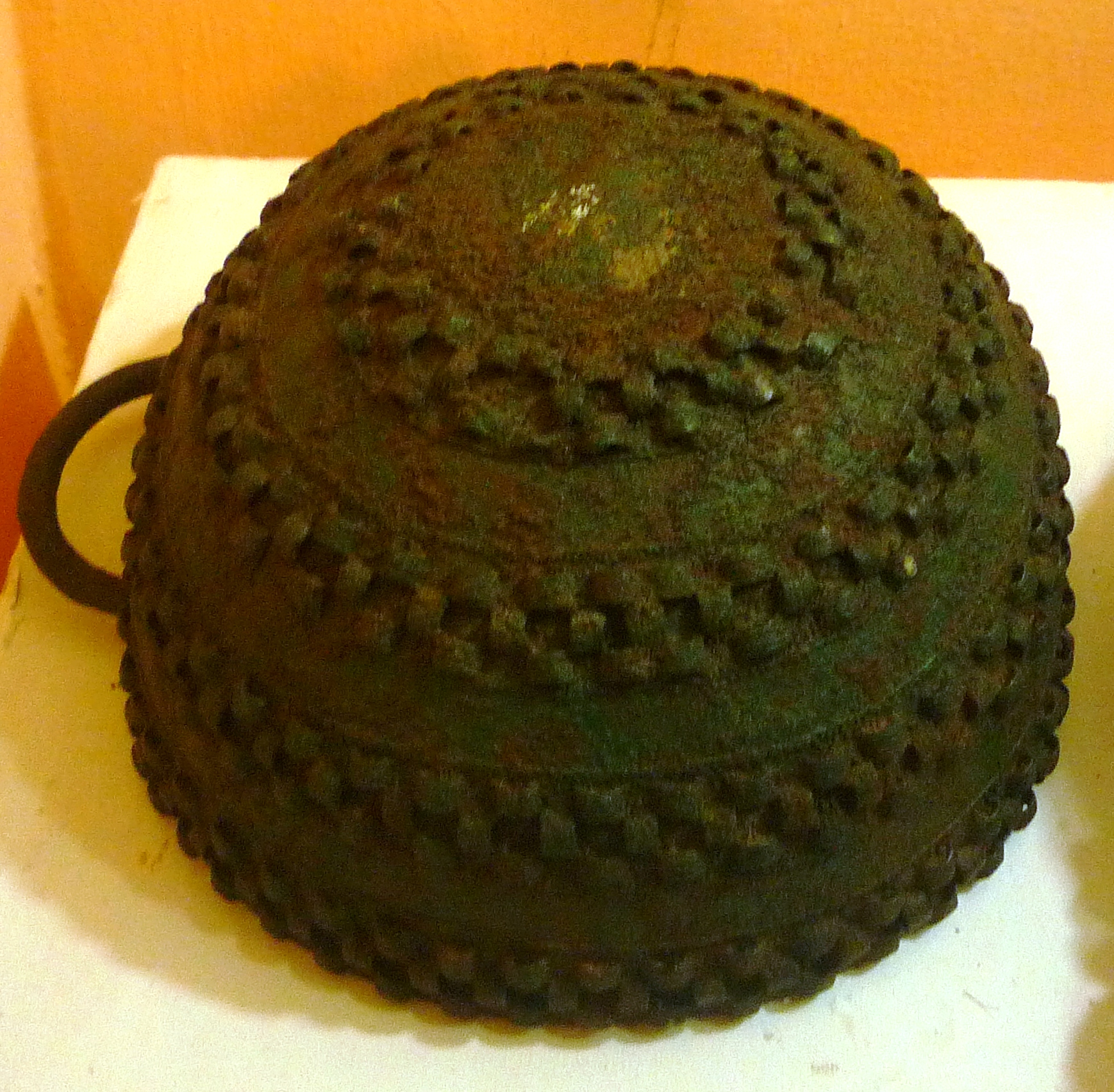
Pot en bronze d'Igbo-Ukwy du IXe siècle.
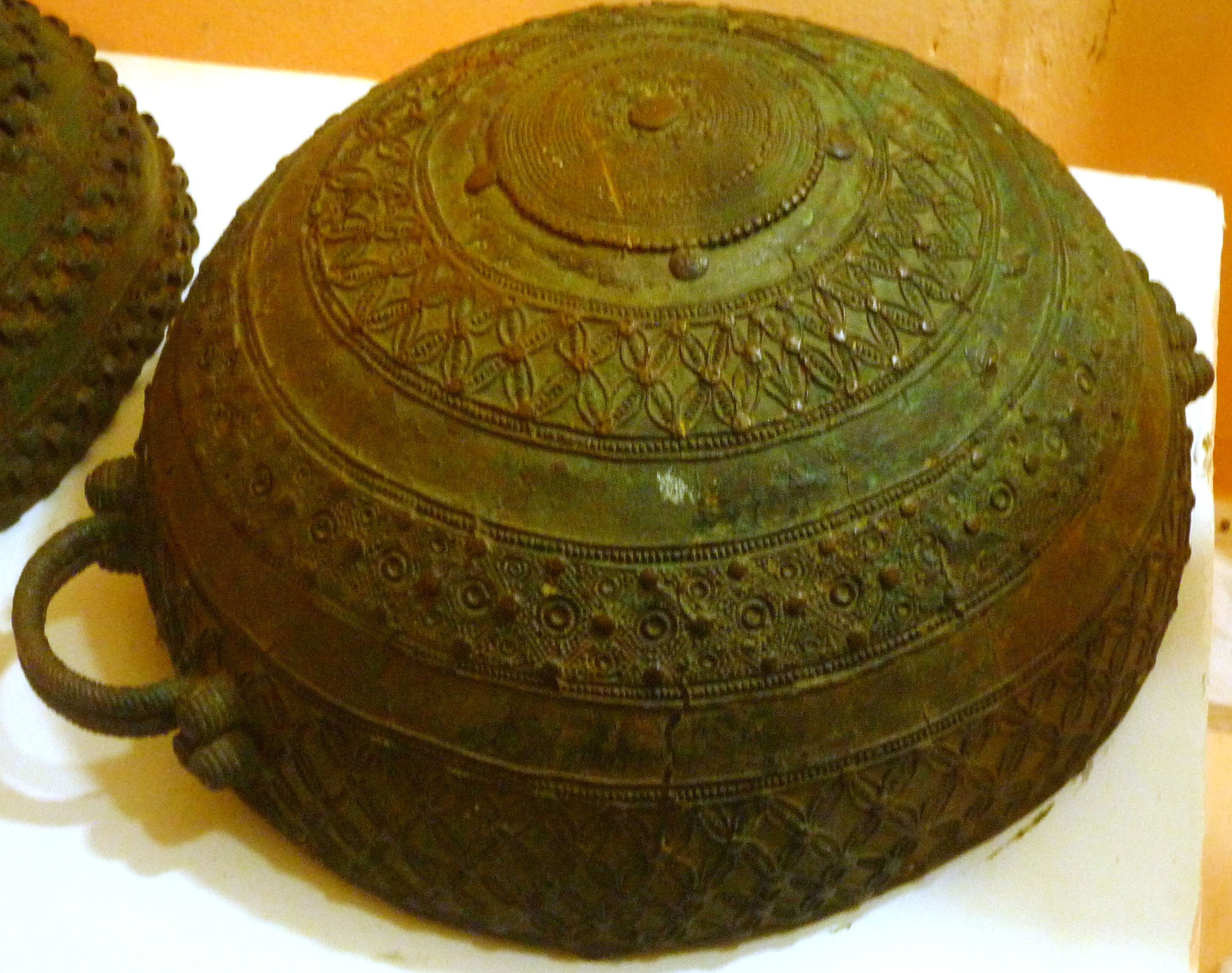
Pot en bronze d'Igbo-Ukwy du IXe siècle.
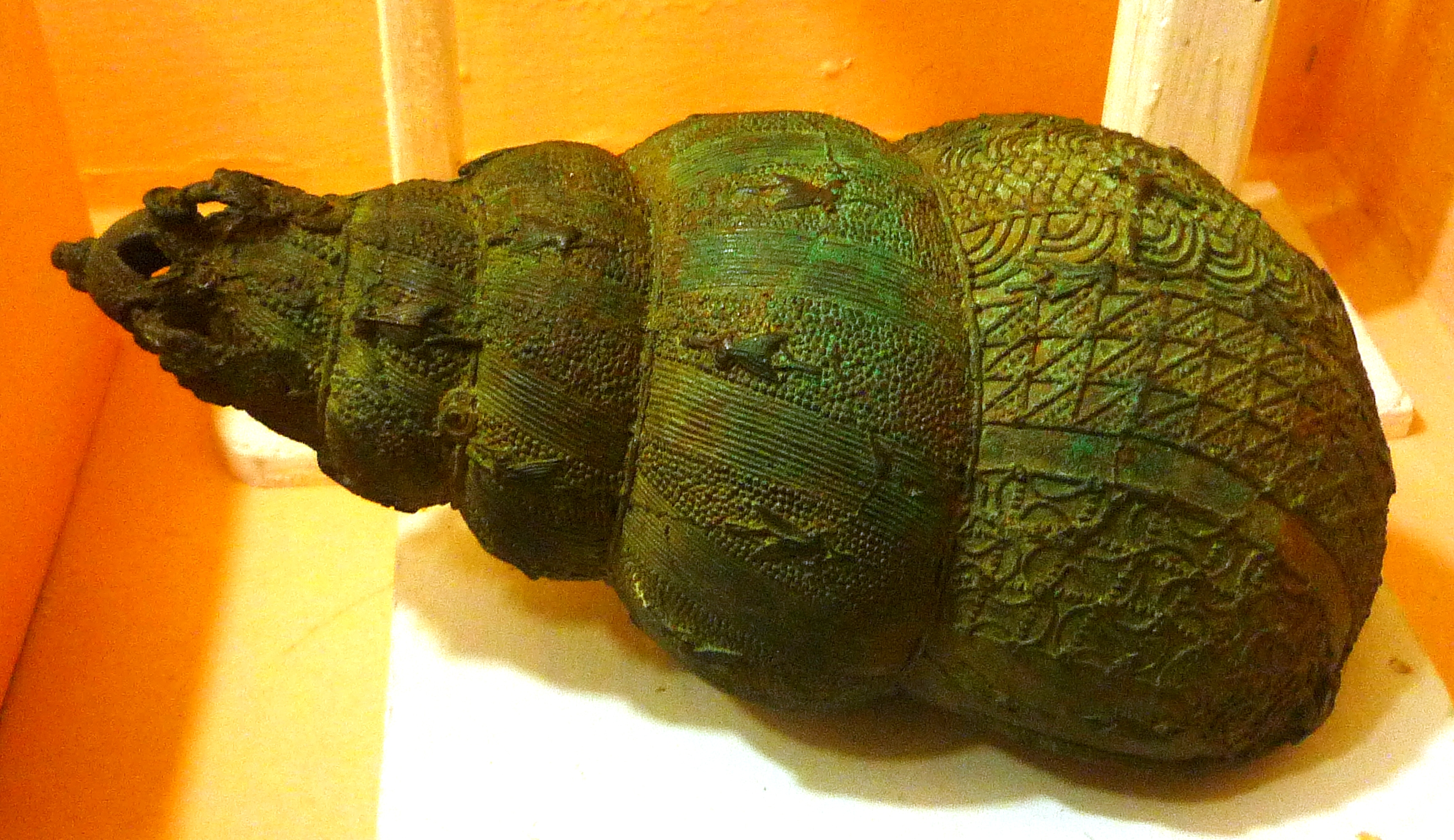
Vase cérémoniel en bronze en forme de coquille d'escargot d'Igbo-Ukwu du IXe siècle.